# Іматія
Іматія (грец. Ημαθία) — ном в Греції, в периферії Центральна Македонія. На півночі межує з номом Пелла, на сході — з номом Салоніки, на заході — з номом Козані, на півдні — з номом Пієрія. Столиця і найбільше місто — Верія.

## Муніципалітети
| Муніципалітет    | YPES код | Місцева влада (якщо відрізняється) | Поштовий код | Тел. код |
| ---------------- | -------- | ---------------------------------- | ------------ | -------- |
| Александрія      | 1801     |                                    | 593 00       | 23330-2  |
| Антемія          | 1802     | Копанос                            | 590 35       | 23320-41 |
| Антігонідес      | 1803     | Кавасіла                           | 591 00       | 23310-39 |
| Апостолос Павлос | 1804     | Макрохорі                          | 590 33       | 23310-41 |
| Доврас           | 1807     | Айос-Георгіос                      | 591 00       | 23310-51 |
| Ірінуполі        | 1808     |                                    | 590 34       | 23320-4  |
| Македоніда       | 1809     | Різомата                           | 591 00       | 23310-9  |
| Мелікі           | 1810     |                                    | 590 31       | 23310-81 |
| Науса            | 1811     |                                    | 592 00       | 23320-2  |
| Платі            | 1812     |                                    | 590 32       | 2330-63  |
| Вергіна          | 1805     |                                    | 590 31       | 23310-92 |
| Верія            | 1806     |                                    | 591 00       | 23310    |

| Греція | Це незавершена стаття з географії Греції. Ви можете допомогти проєкту, виправивши або дописавши її. |